# Désert arbustif mésopotamien
Localisation
Le désert arbustif mésopotamien est une écorégion en Asie définie par le WWF appartenant au biome des prairies, savanes et terres arbustives tempérées dans l'écozone paléarctique. Elle est partagée entre plusieurs pays : Syrie, Jordanie, Israël, Irak et une petite partie de l'Iran.

## Géographie

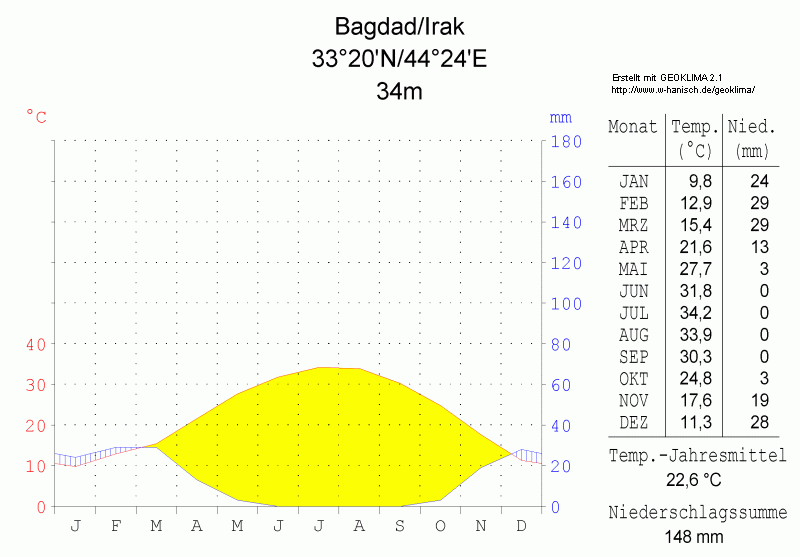
Diagramme climatique de Bagdad.

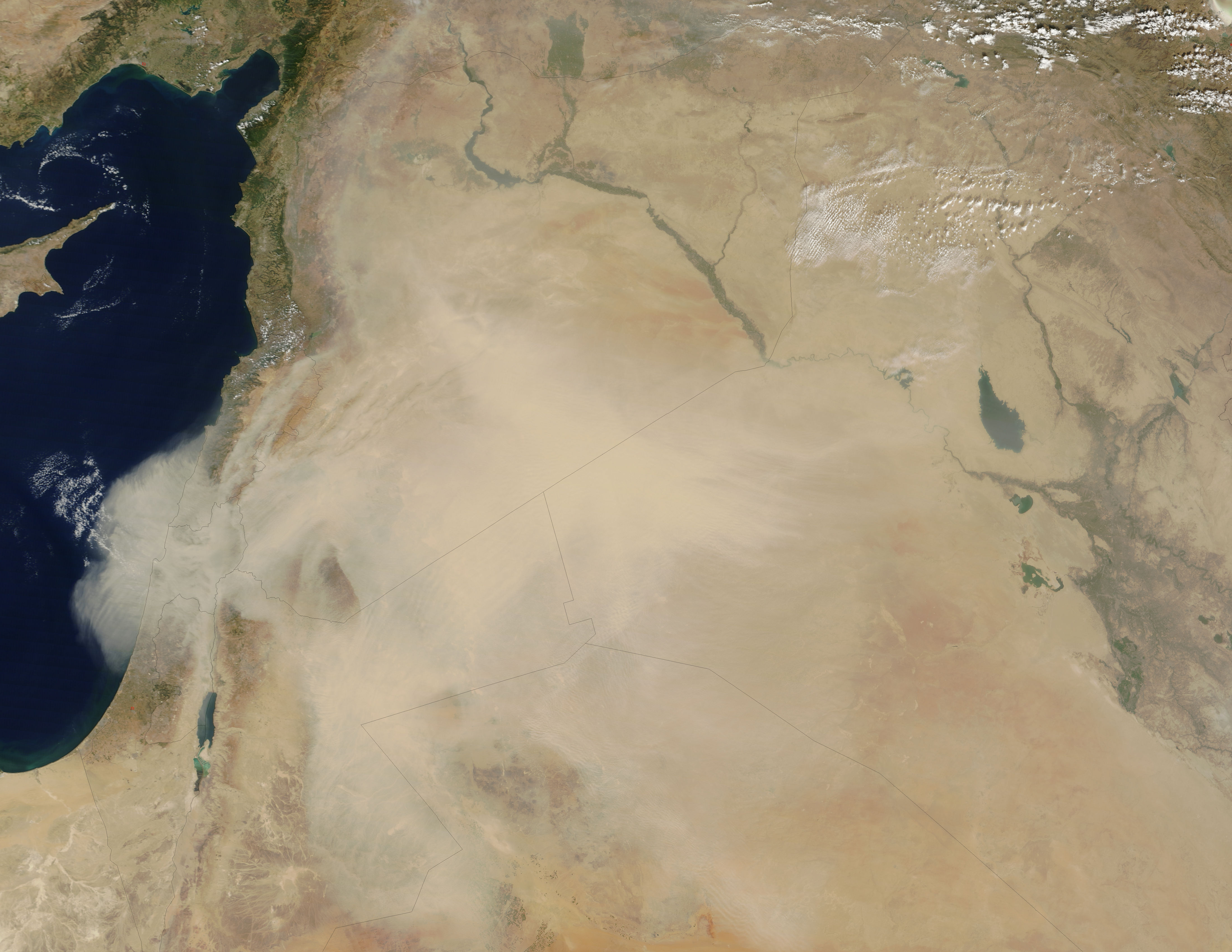
Tempête de sable sur le désert syrien en septembre 2010.

Cette région du Moyen-Orient consiste surtout en pénéplaines calcaires. Elle est limitée à l'ouest et au nord par la steppe du Moyen-Orient, à l'est par la steppe boisée des monts Zagros, au sud par le désert d'Arabie. Elle est coupée par les vallées de l'Euphrate et du Tigre qui alimentent la vaste zone humide des marais mésopotamiens. Le climat est aride avec moins de 120 mm de précipitations par an. La température dépasse couramment 40°C mais il peut geler pendant les nuits d'hiver.

## Flore
La végétation typique est celle des plantes arbustives xériques, principalement Artemisia (armoise), Anabasis et Haloxylon accompagnées d'herbacées perennes, Achillea fragrantissima, astragale et Stipagrostis plumosa. Des plantes éphémères croissent rapidement après les pluies avant de succomber à la sécheresse estivale.
Le peuplier et le cyprès poussent sur les berges des fleuves Euphrate et Tigre.

Flore et paysages
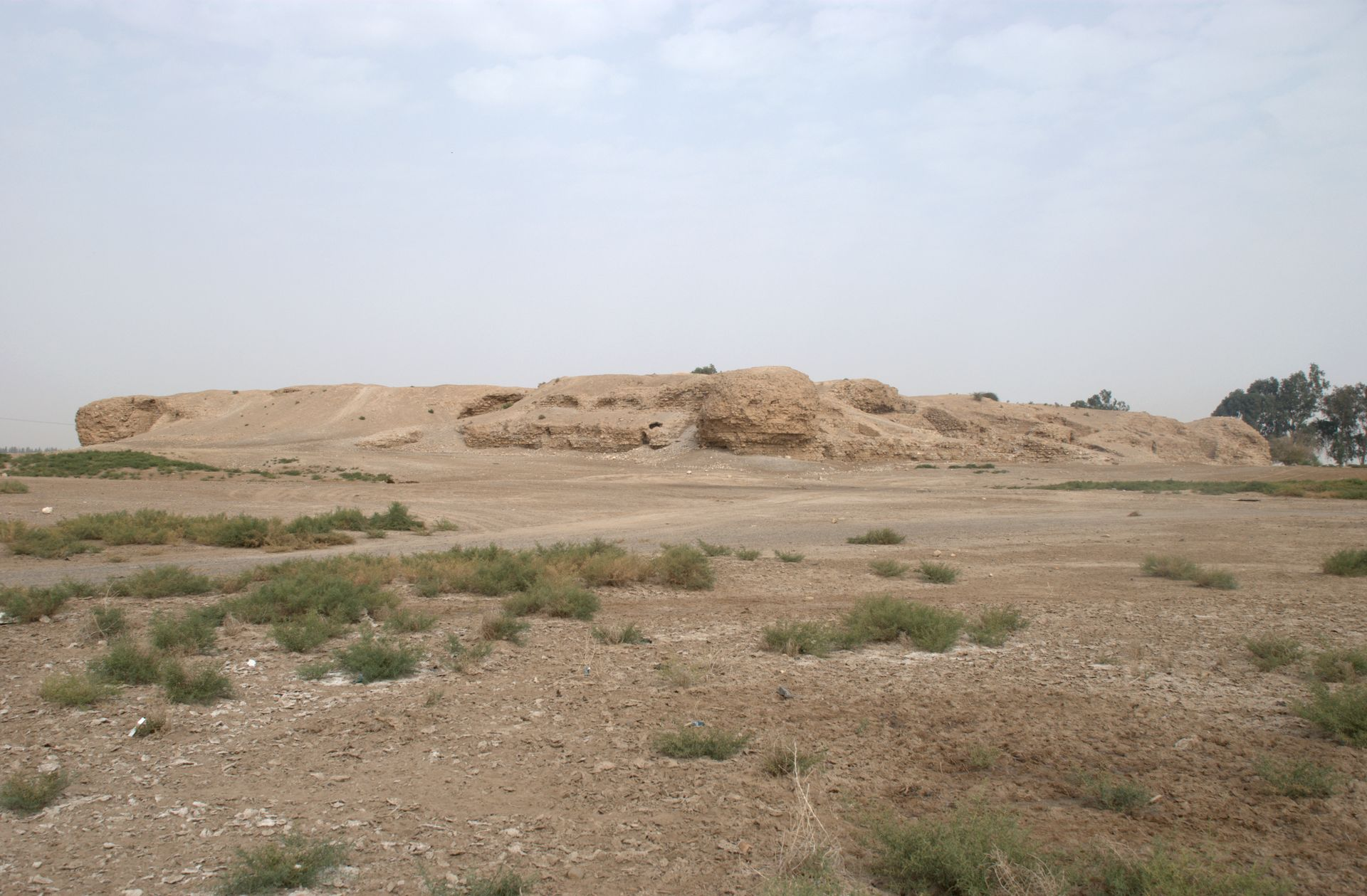
Tell d'Heraqla près de Raqqa en octobre 2009.
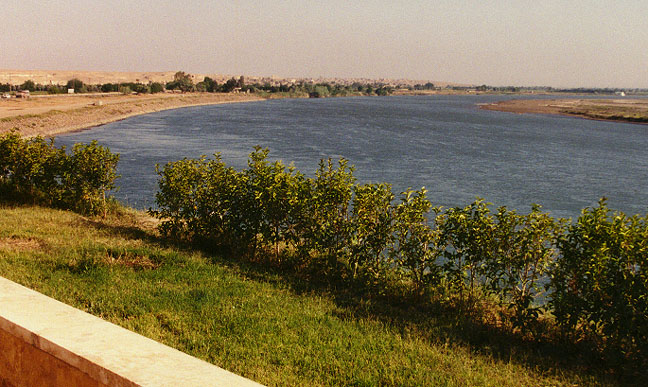
L'Euphrate à Raqqa en octobre 2007.
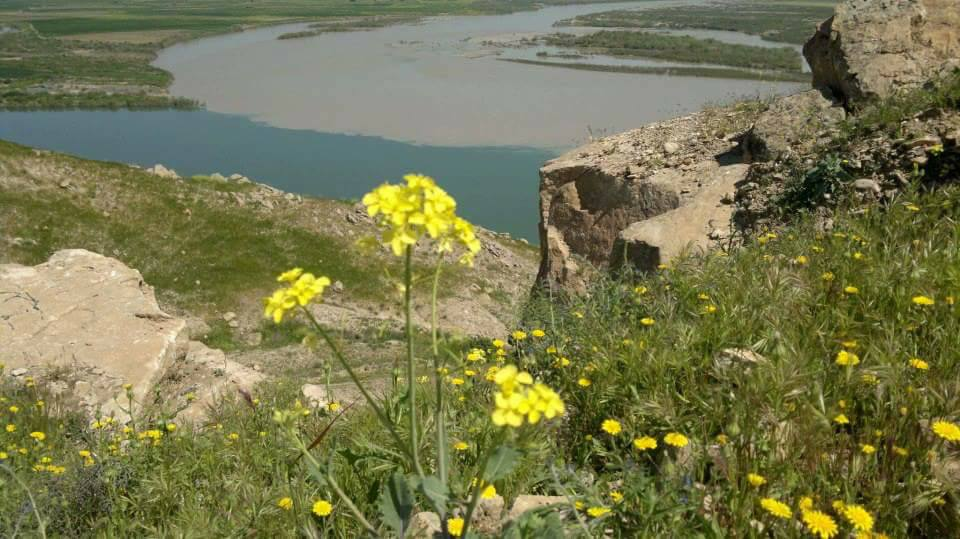
Fleurs et berge de fleuve dans la province de Salah ad-Din en 2012.
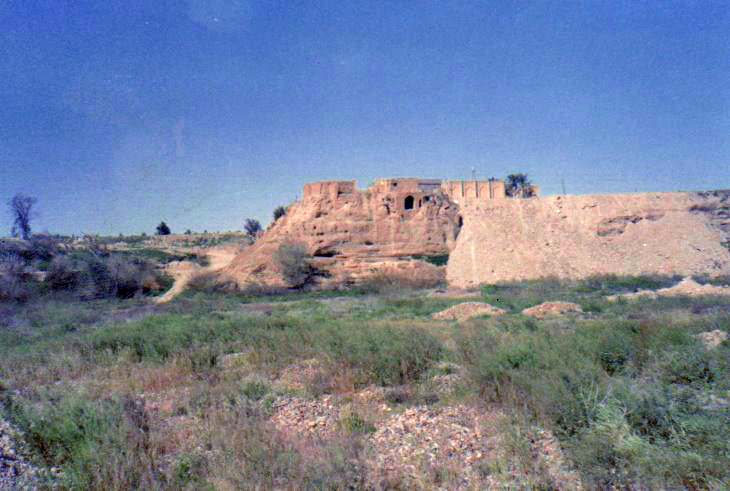
Citadelle et environs de Tikrit en juillet 2014.
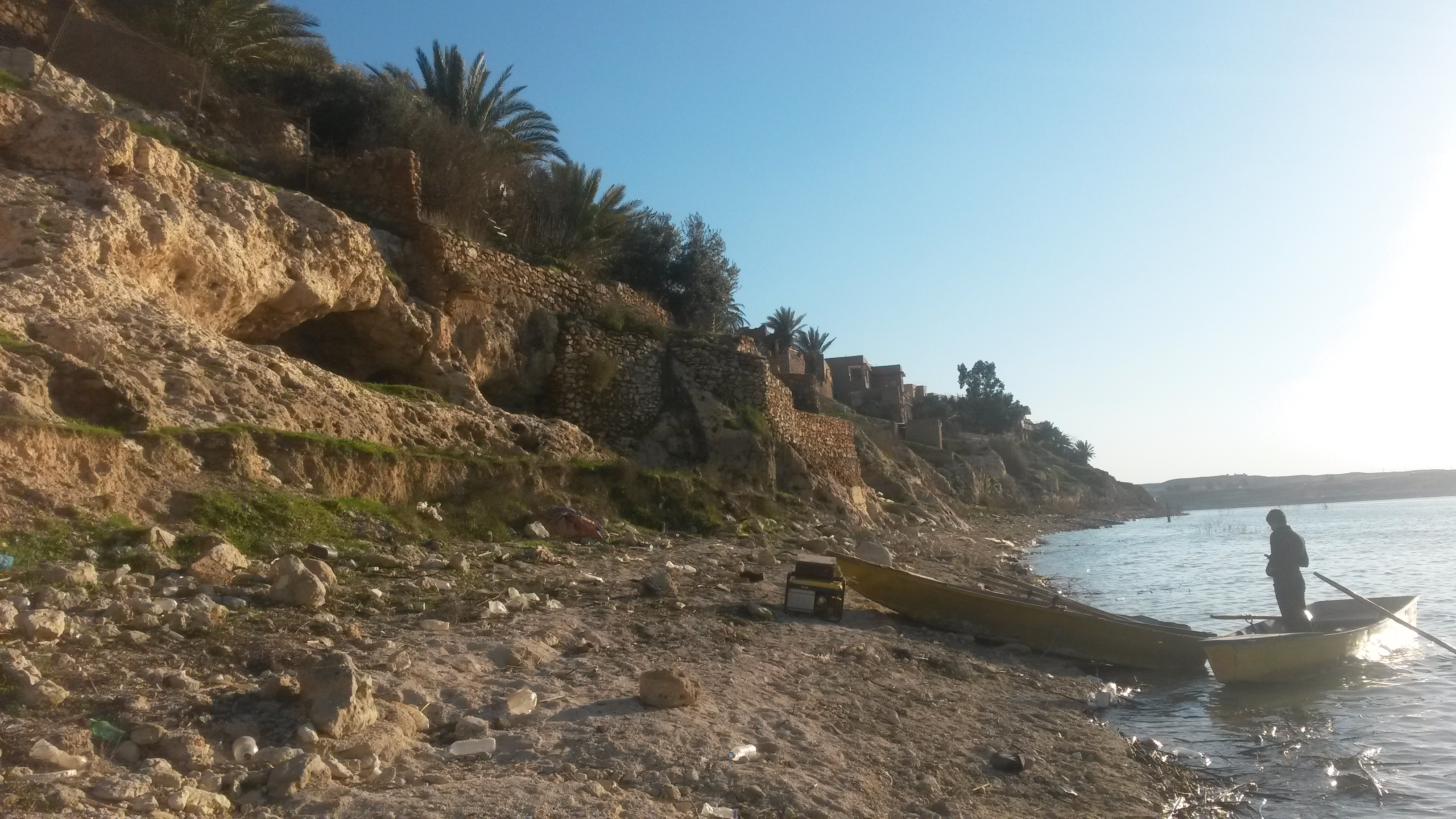
Berge de l'Euphrate à Rawa (province d'Al-Anbar en février 2014.
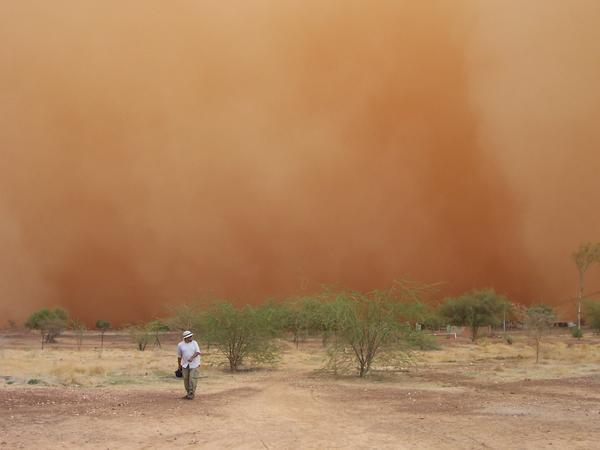
Tempête de sable à Rawa en août 2012
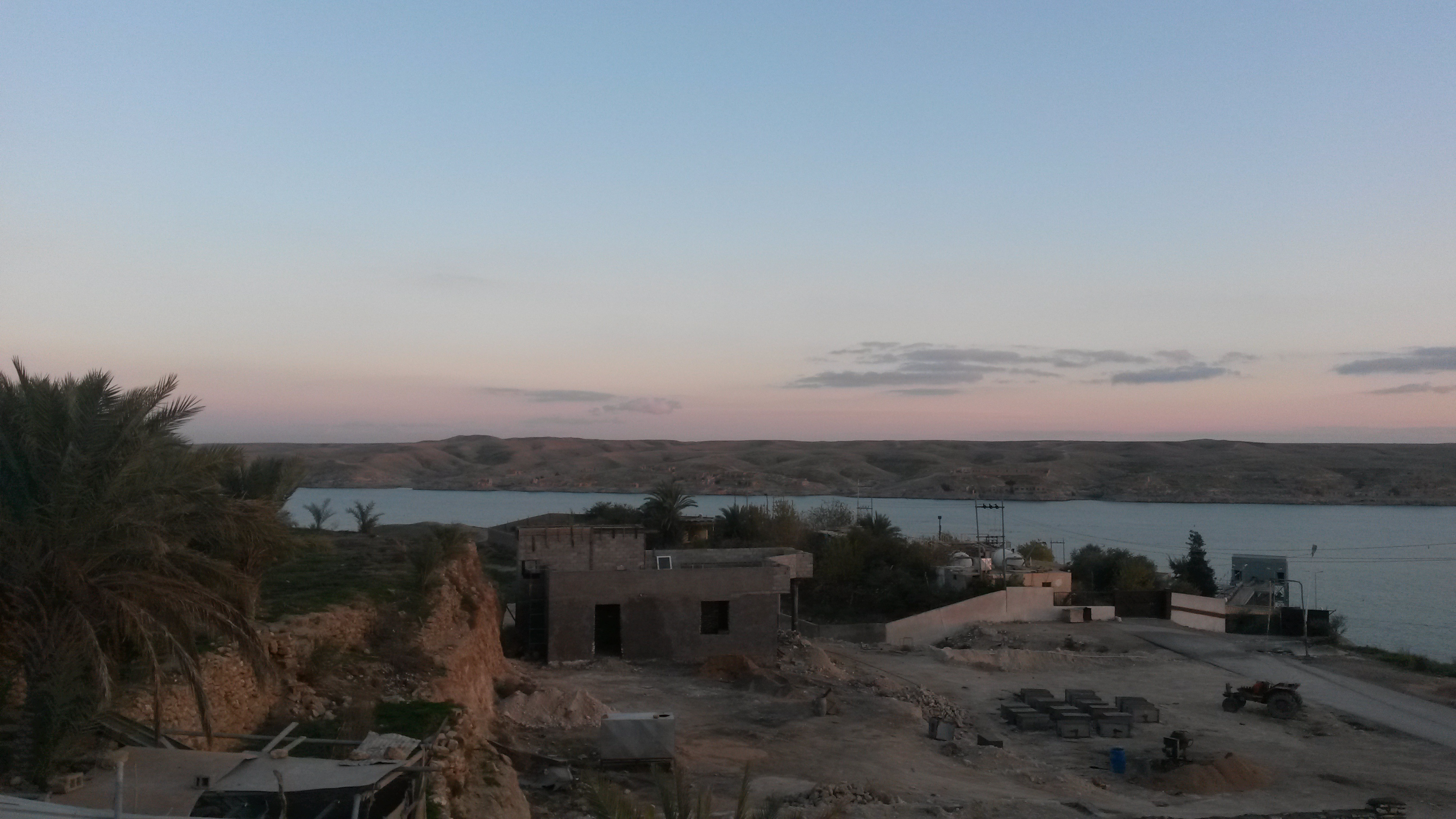
Rawa en décembre 2013.
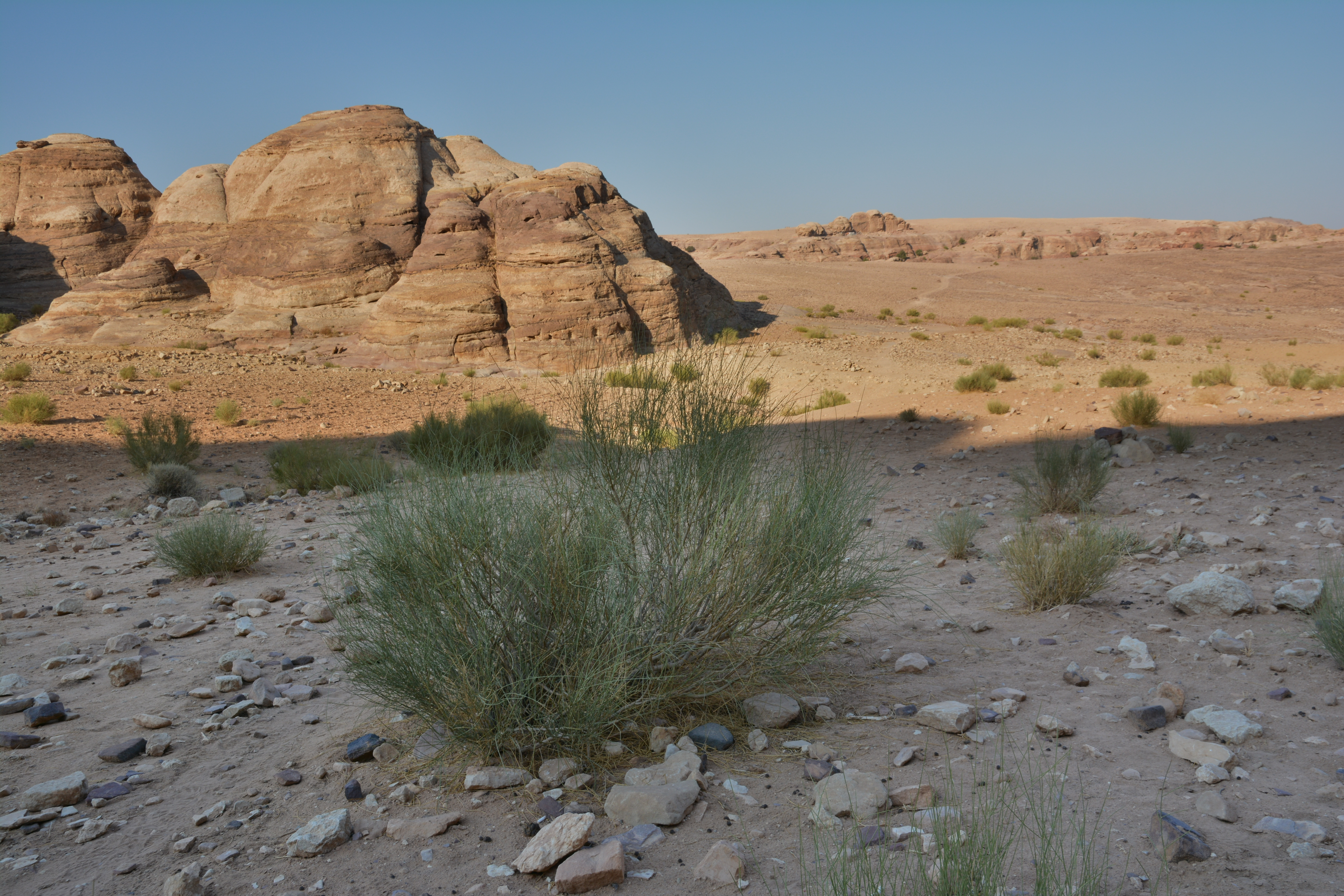
Paysage en Jordanie en octobre 2019.
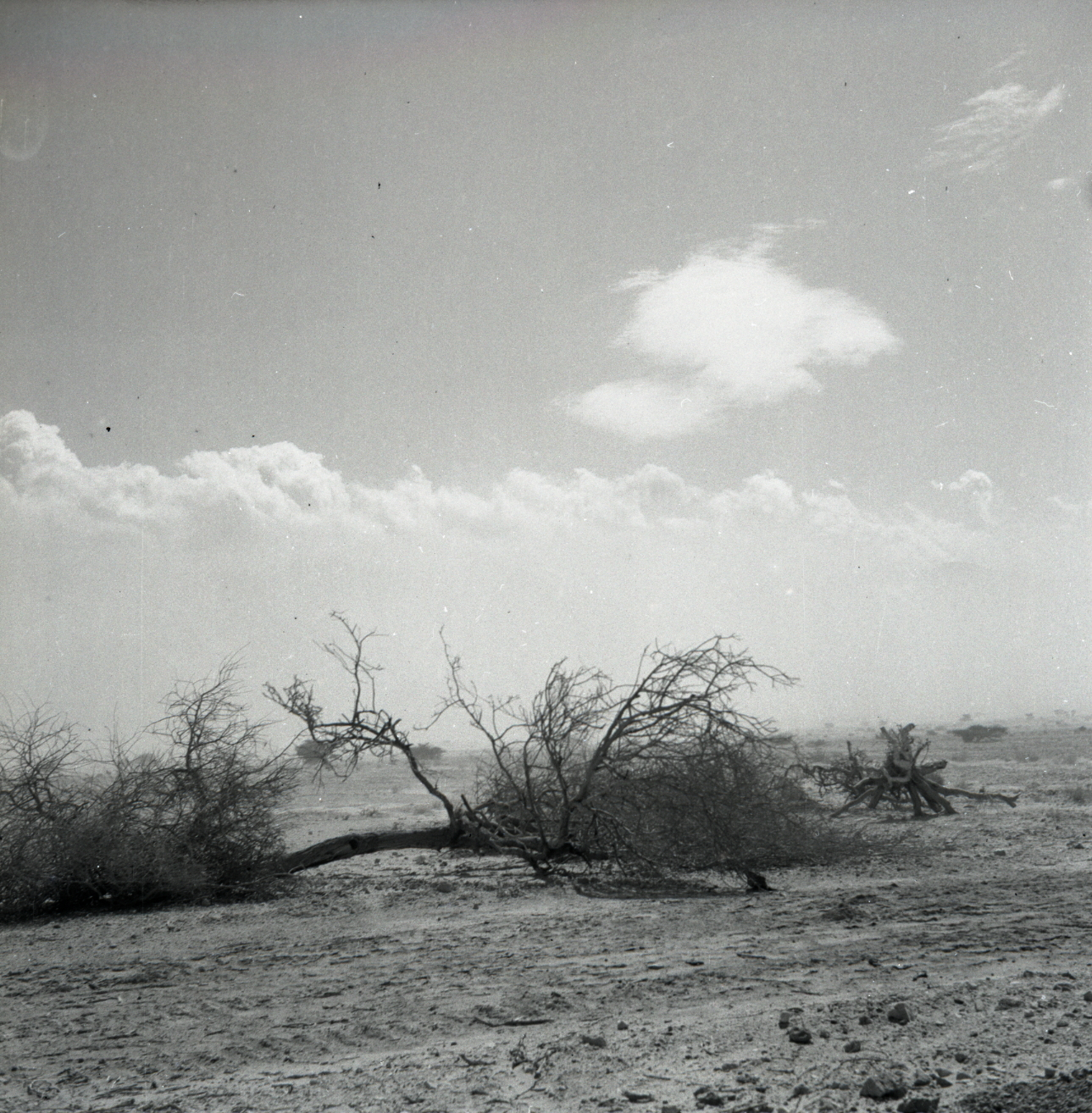
Buisson dans l'Arabah en 1952.

## Faune
Le chacal doré, l'hyène rayée et le caracal ont été signalés récemment. Les grands herbivores, oryx et gazelle des sables d'Arabie, victimes de la chasse, ont pratiquement disparu .
Les zones humides accueillent de nombreux oiseaux migrateurs.

Faune
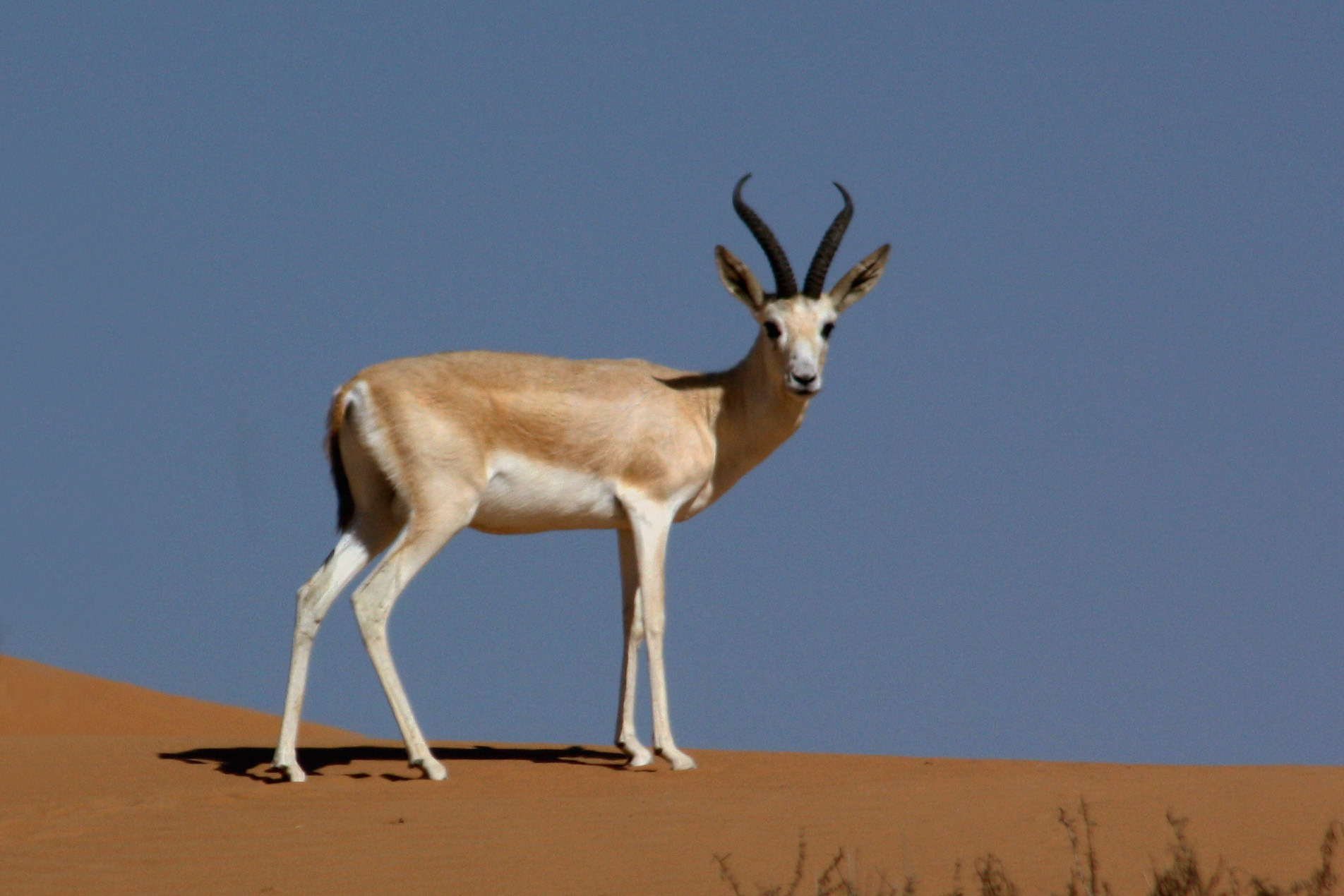
Gazelle des sables d'Arabie à Dubaï en février 2014.
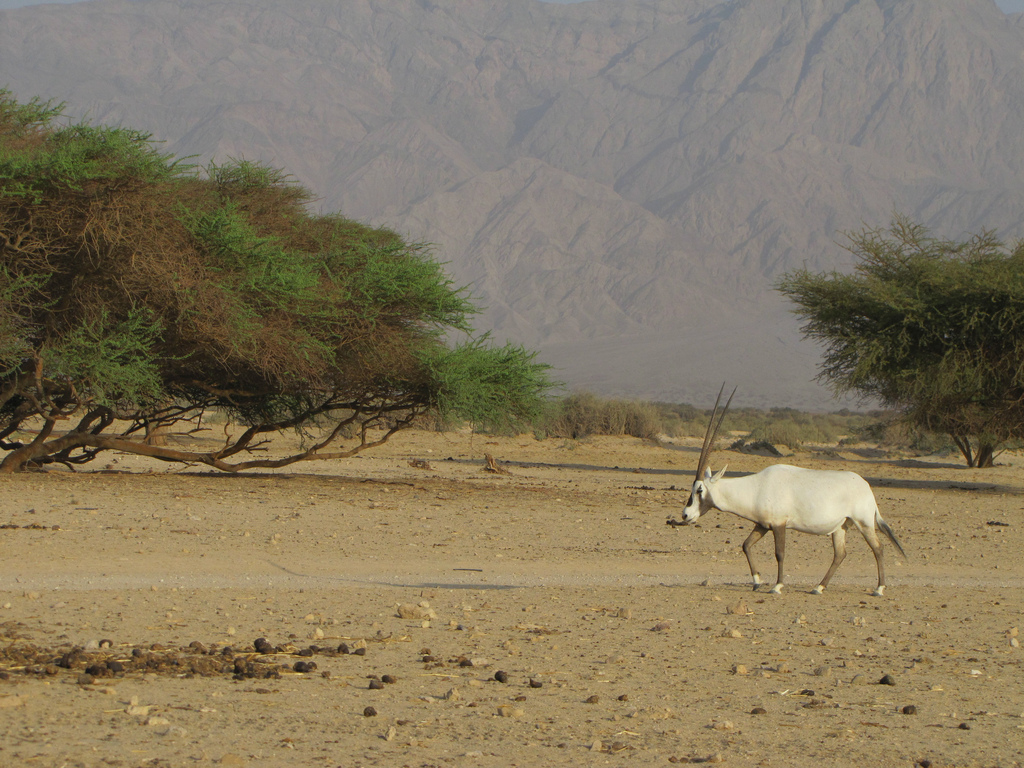
Oryx en Israël en 2010.
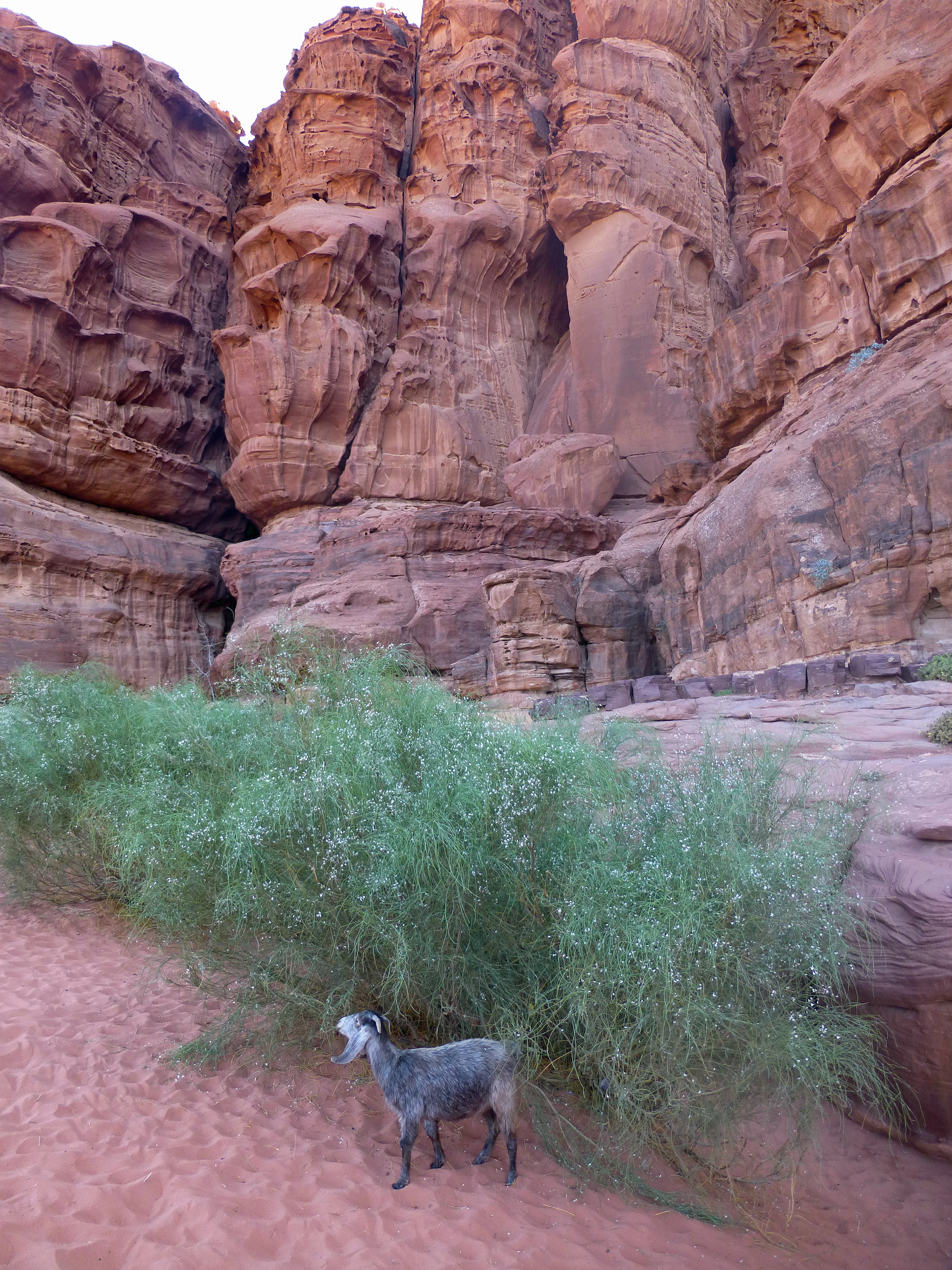
Chèvre et genêts blancs au Wadi Rum en mars 2016.
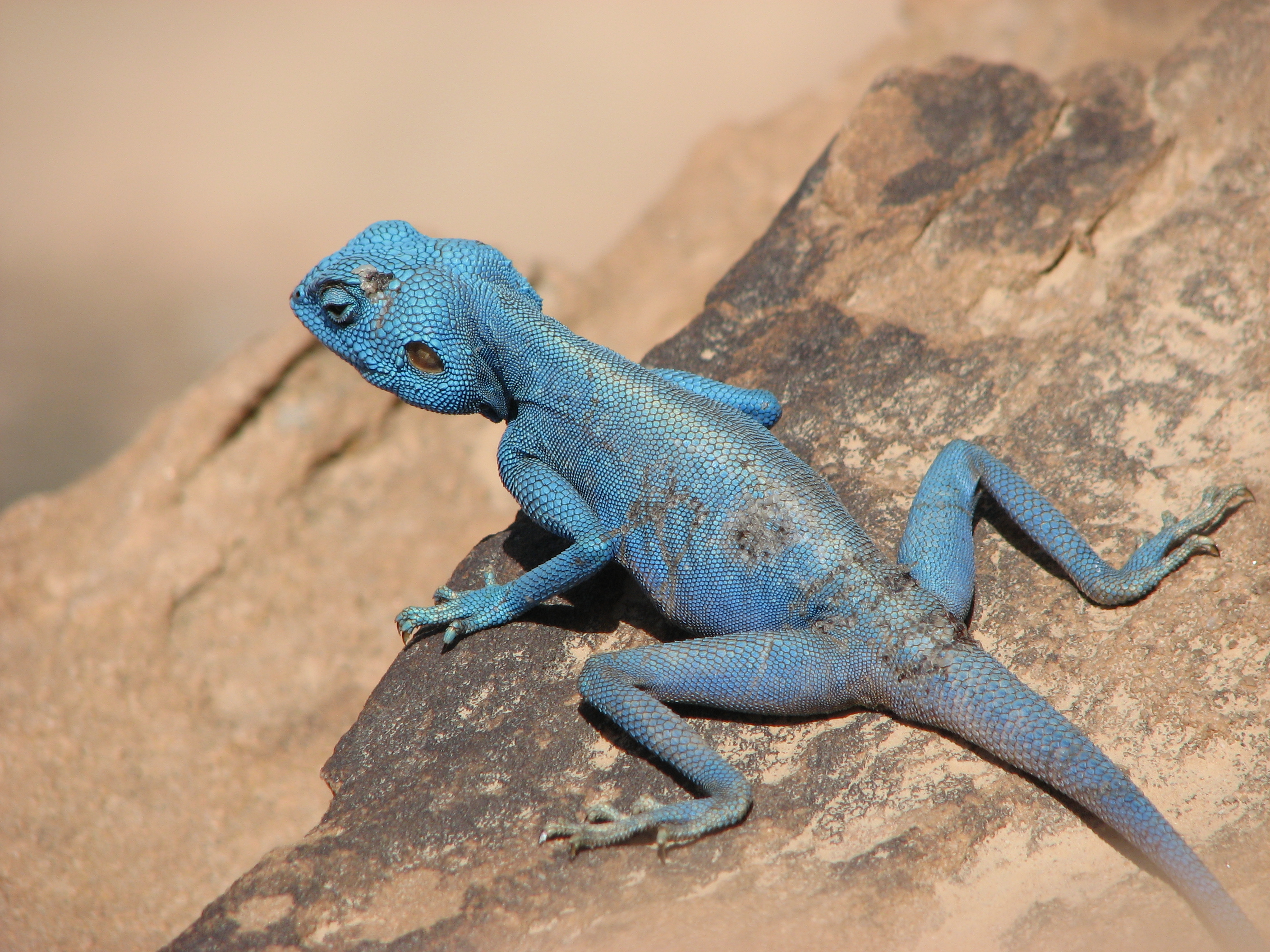
Lézard Pseudotrapelus sinaitus à Pétra en avril 2007.
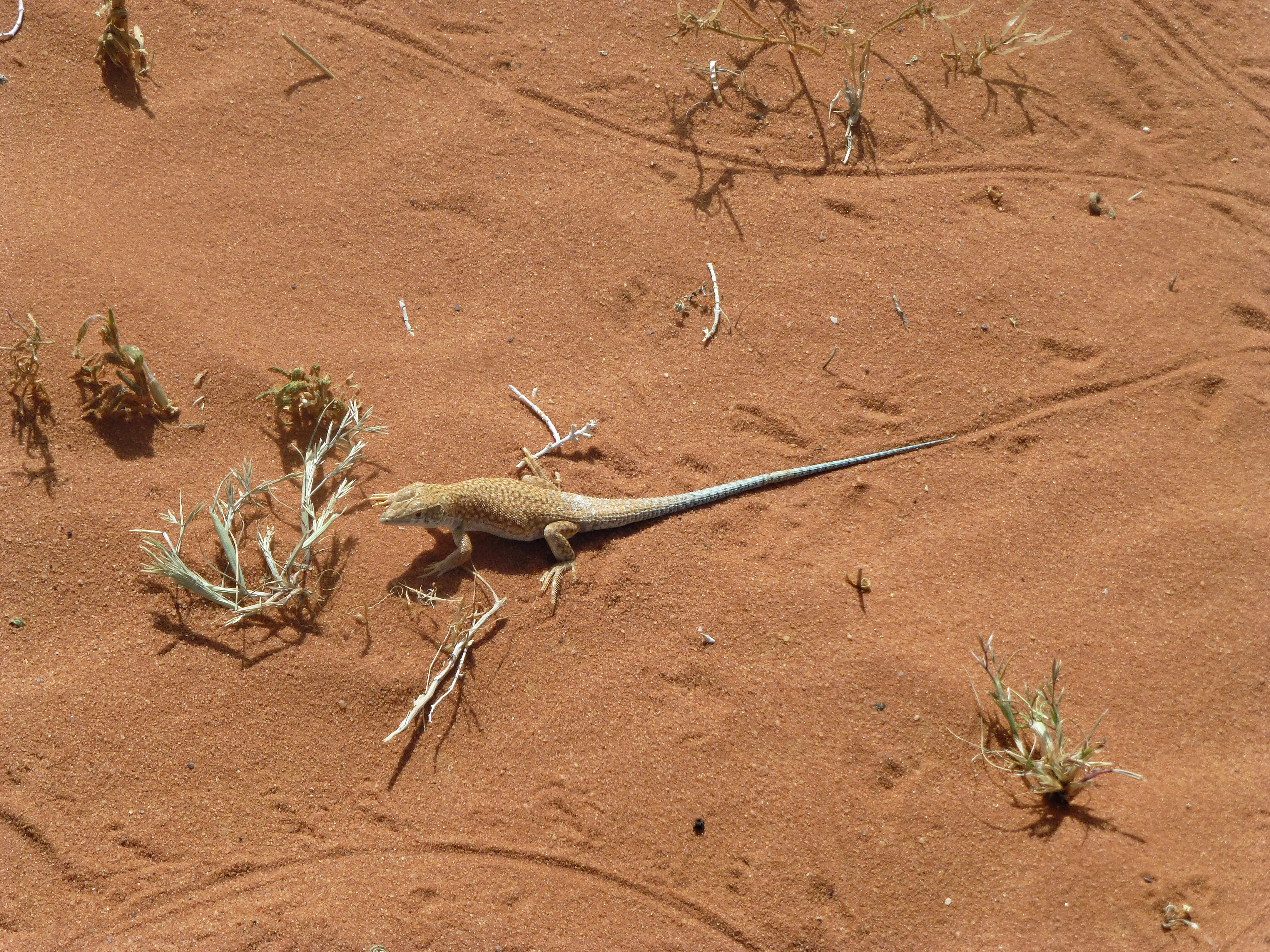
Lézard au Wadi Rum en mars 2016.
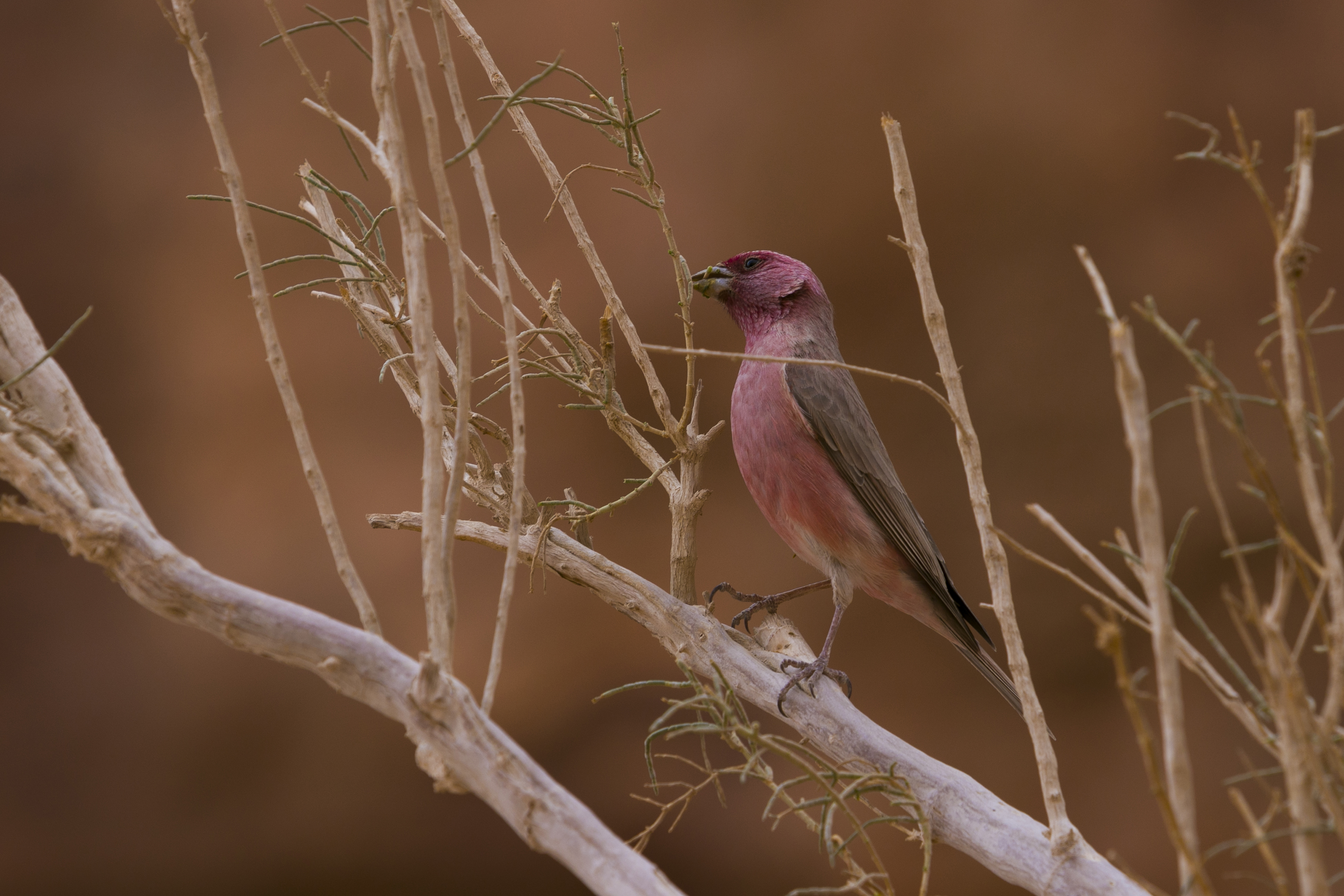
Roselin du Sinaï au Wadi Rum en mars 2017.
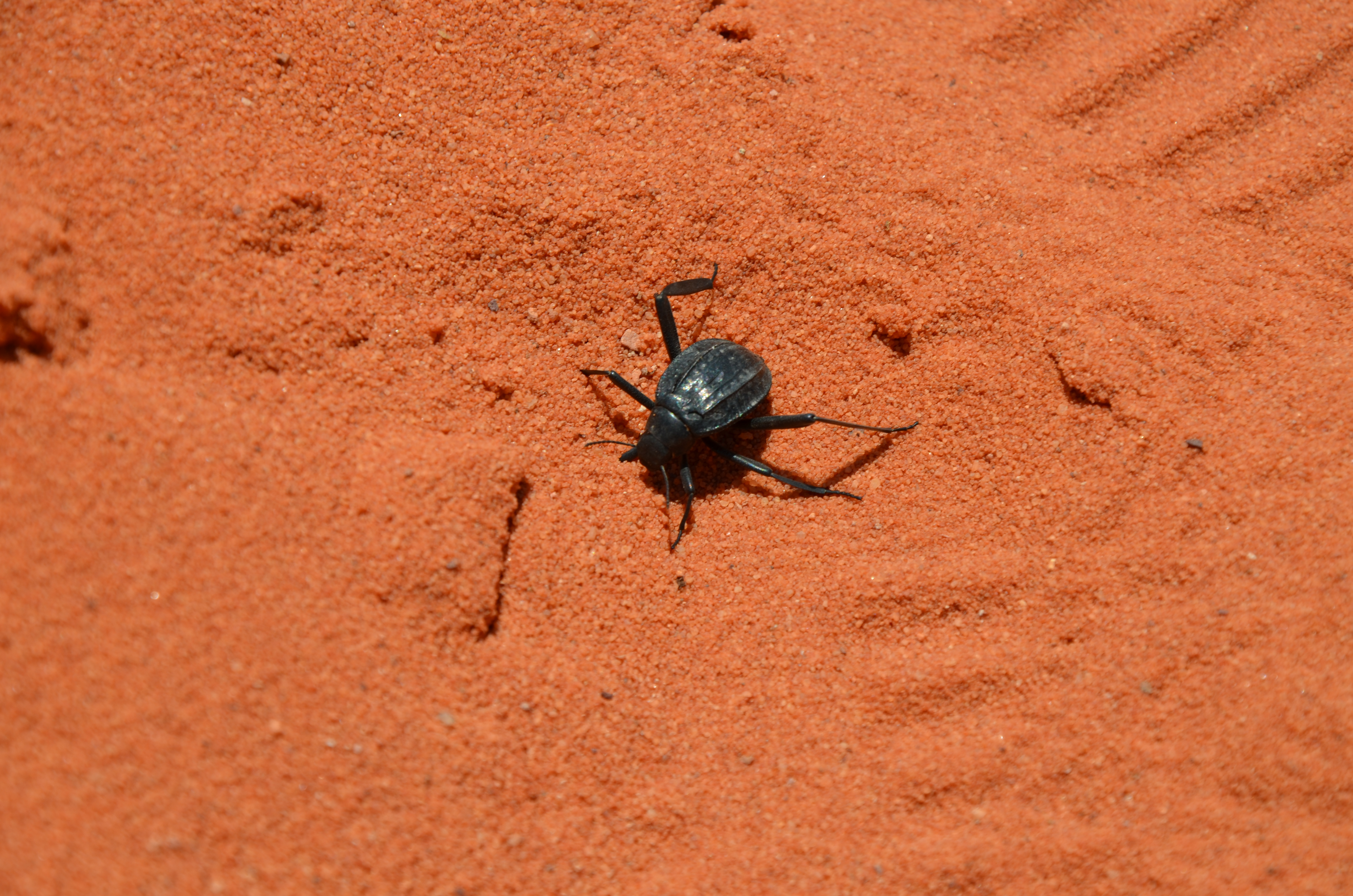
Scarabée au Wadi Rum en avril 2017.
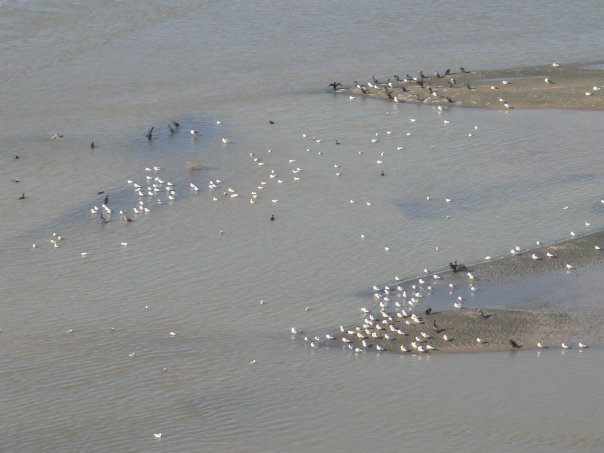
Oiseaux sur l'Euphrate à Rawa en août 2012.

## Histoire
Dans l'histoire du Moyen-Orient, cette région, au carrefour du Levant, de la Mésopotamie et des pistes d'Arabie, a été le siège de riches royaumes caravaniers : Mari et Hit sur l'Euphrate, Pétra, Palmyre. Les califes abbassides séjournent à Al-Anbar et Raqqa. Après la chute du califat, elle se trouve marginalisée et devient au XVIe siècle une région périphérique de l'Empire ottoman.
Jusqu'au milieu du XXe siècle, la vie sociale du désert est marquée par la prédominance des nomades. Les tribus chamelières à grande transhumance, qui se considèrent comme les seuls vrais Bédouins, affichent une certaine supériorité par rapport aux tribus d'Arabes éleveurs de moutons, limités à de courts déplacements autour des fleuves et des oasis. Un mouvement séculaire amène les tribus originaires du Yémen et d'Arabie centrale vers la Syrie et l'Irak : ce flux culmine dans la période du déclin de l'Empire ottoman. Les Bédouins ne reconnaissent pas les frontières tracées par les États mais une zone de pâturage saisonnier, la darah, fixée par la coutume et les conditions climatiques. Ils pratiquent des raids de pillage, les razzias, aux dépens des paysans sédentaires ou d'autres nomades. Sous le mandat français en Syrie et, de façon similaire, sous le mandat britannique en Irak, l'administration coloniale se réserve une politique de "contrôle bédouin" qui soustrait les tribus à l'administration arabe autonome,.

Population
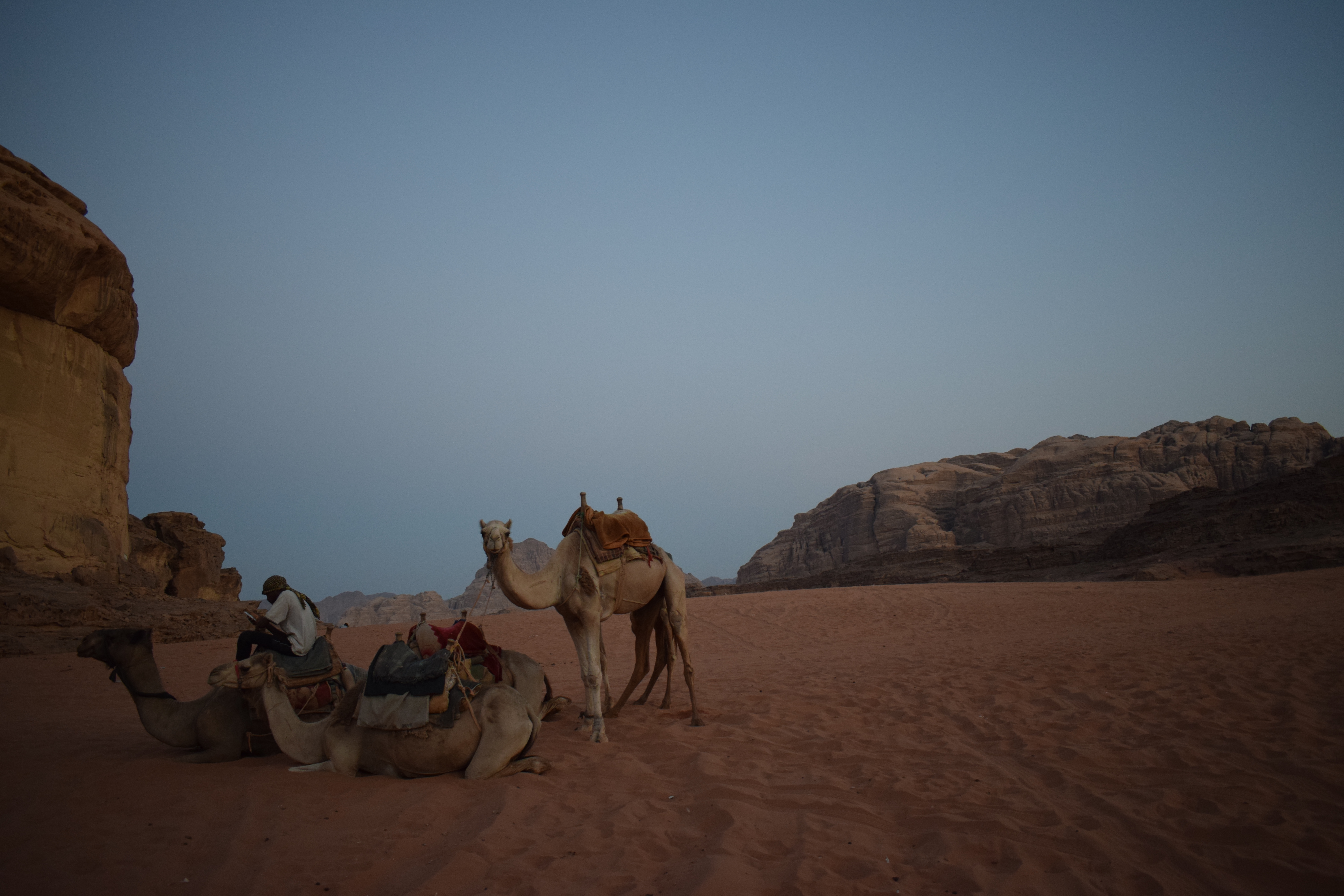
Campement de chameliers au Wadi Rum en juillet 2019.
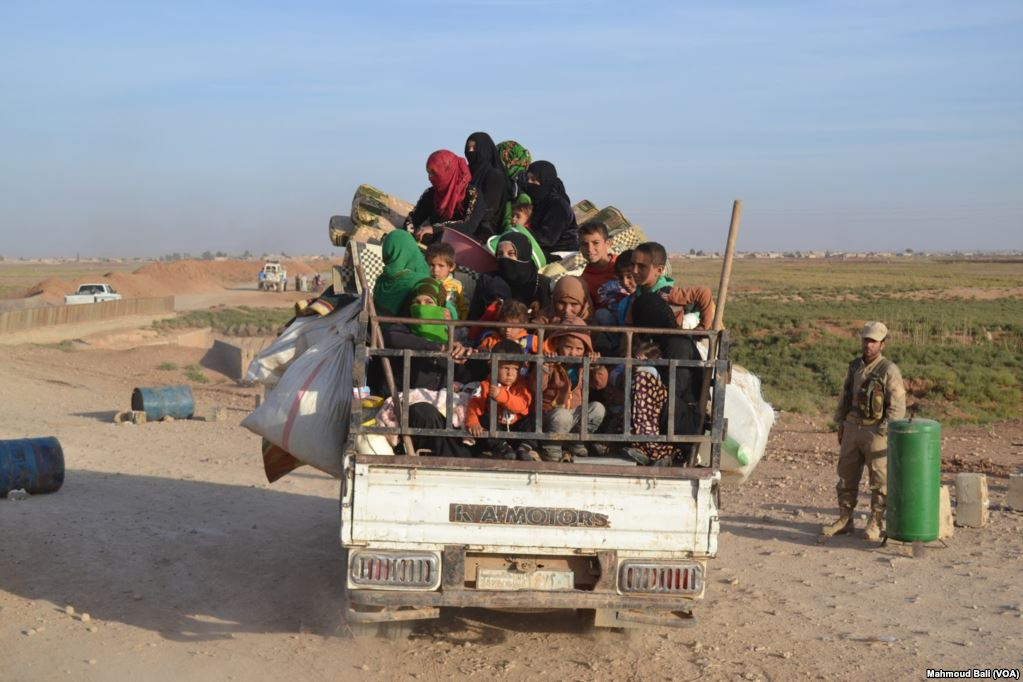
Civils fuyant les combats près de Raqqa en novembre 2016.
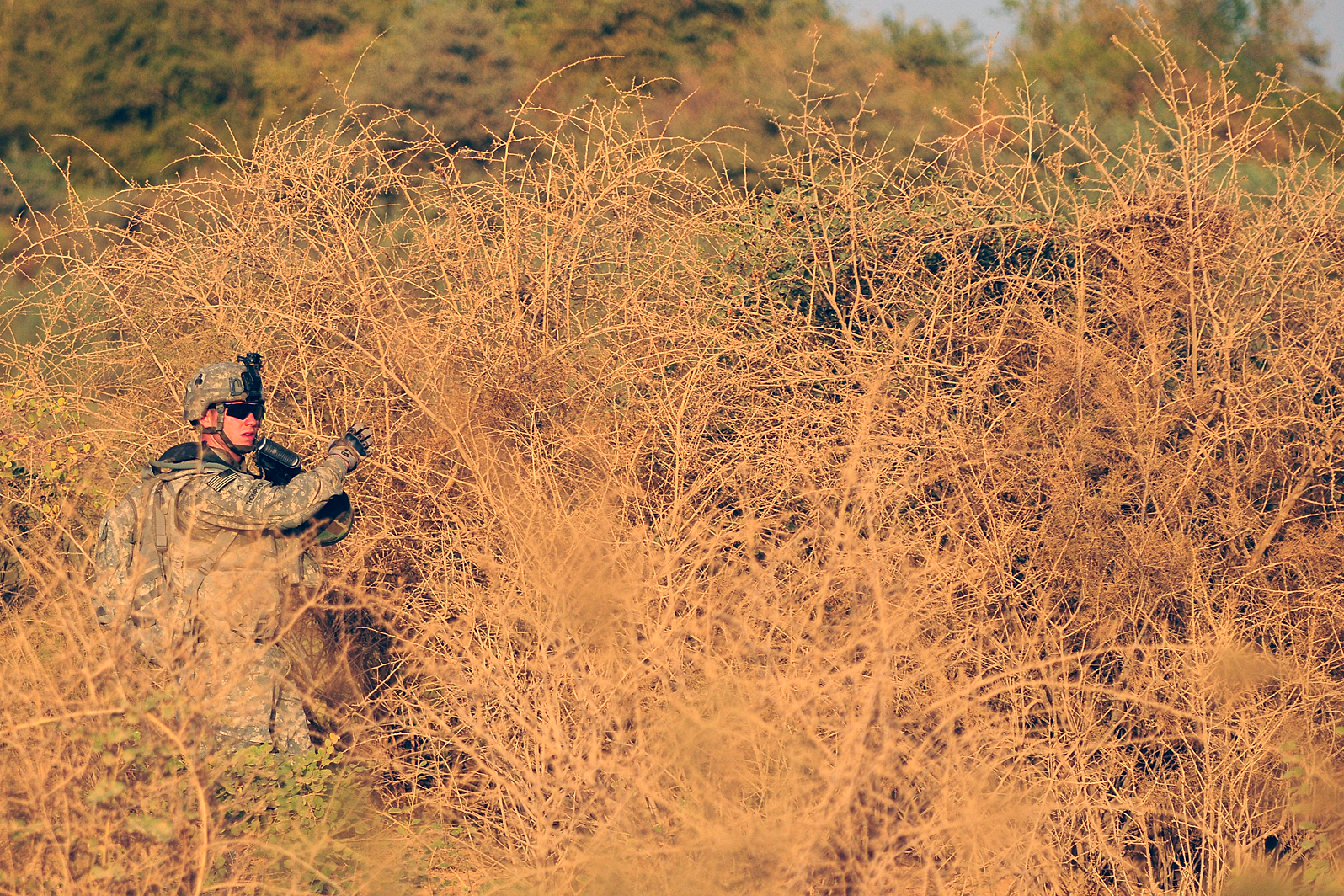
Soldat américain dans les buissons à Baïji en octobre 2008.